# Liste des commanderies templières dans la région de Murcie
Cette liste recense les anciennes commanderies et maisons de l'ordre du Temple dans l'actuelle communauté autonome de la région de Murcie.

## Histoire et faits marquants
Cette communauté autonome correspond à l'ancien royaume musulman de Murcie, sous protectorat à partir de 1243 des royaumes de Castille et de León mais qui se révolta en 1264. Lorsqu'en 1265, Jacques Ier d'Aragon entreprit de soumettre ce Taïfa, il confia la direction de son armée au commandeur templier Pierre de Queralt (ca) et le royaume fut restitué au roi Alphonse X de Castille qui était son gendre. Cette campagne militaire victorieuse permit aux templiers de devenir les maîtres de Caravaca et de la forteresse musulmane de Murcie (es) mais il reçurent également des biens dans l'Estrémadure notamment Jerez de los Caballeros et le Château d'Almorchón (es)

## Commanderies
| Commanderie | Ville actuelle (ou à proximité) | Observations                     |
| ----------- | ------------------------------- | -------------------------------- |
| Caravaca    | Caravaca de la Cruz             | , Dévolue à l'ordre de Santiago. |

| Localisation en Murcie (Liens vers les articles correspondants)        |
| ---------------------------------------------------------------------- |
| \| Castille-La Manche Comm. val. Bullas Calasparra Caravaca Cehegín \| |
| Castille-La Manche Comm. val. Bullas Calasparra Caravaca Cehegín       |

## Autres biens
- Dépendant de la baillie/commanderie de Caravaca[2]:
  - Bullas
  - Cehegín
- Autres possessions:
  - Calasparra, devenue une commanderie de l'ordre de Saint-Jean de Jérusalem[4],[5]